# Colossal Connection
De Colossal Connection was een professioneel worsteltag-team. Het team was actief in het World Wrestling Federation van 1989 tot 1990. De leden van dit team waren André the Giant en Haku. Het team werd gemanaged door Bobby Heenan en een deel van The Heenan Family.

## In worstelen
- Finishers
  - Crescent kick (Haku)
  - Elbow drop (André)

## Kampioenschappen en prestaties
- World Wrestling Federation
  - WWF World Tag Team Championship (1 keer)